# Franz von Thun und Hohenstein (Politiker)
Franz Graf von Thun und Hohenstein, seit 1911 Fürst von Thun (* 2. September 1847 in Tetschen, Böhmen; † 1. November 1916 ebenda) war österreichischer Politiker, langjähriger Statthalter von Böhmen und kurzzeitig Ministerpräsident von Cisleithanien, der österreichischen Hälfte des Habsburgerreiches.

Franz von Thun und Hohenstein (1911)

## Leben

### Familie

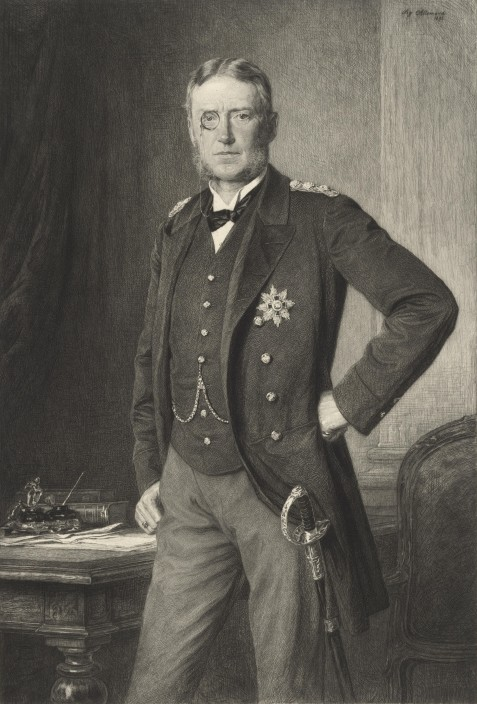
Franz von Thun und Hohenstein (1893, Gemälde von Siegmund L’Allemand)

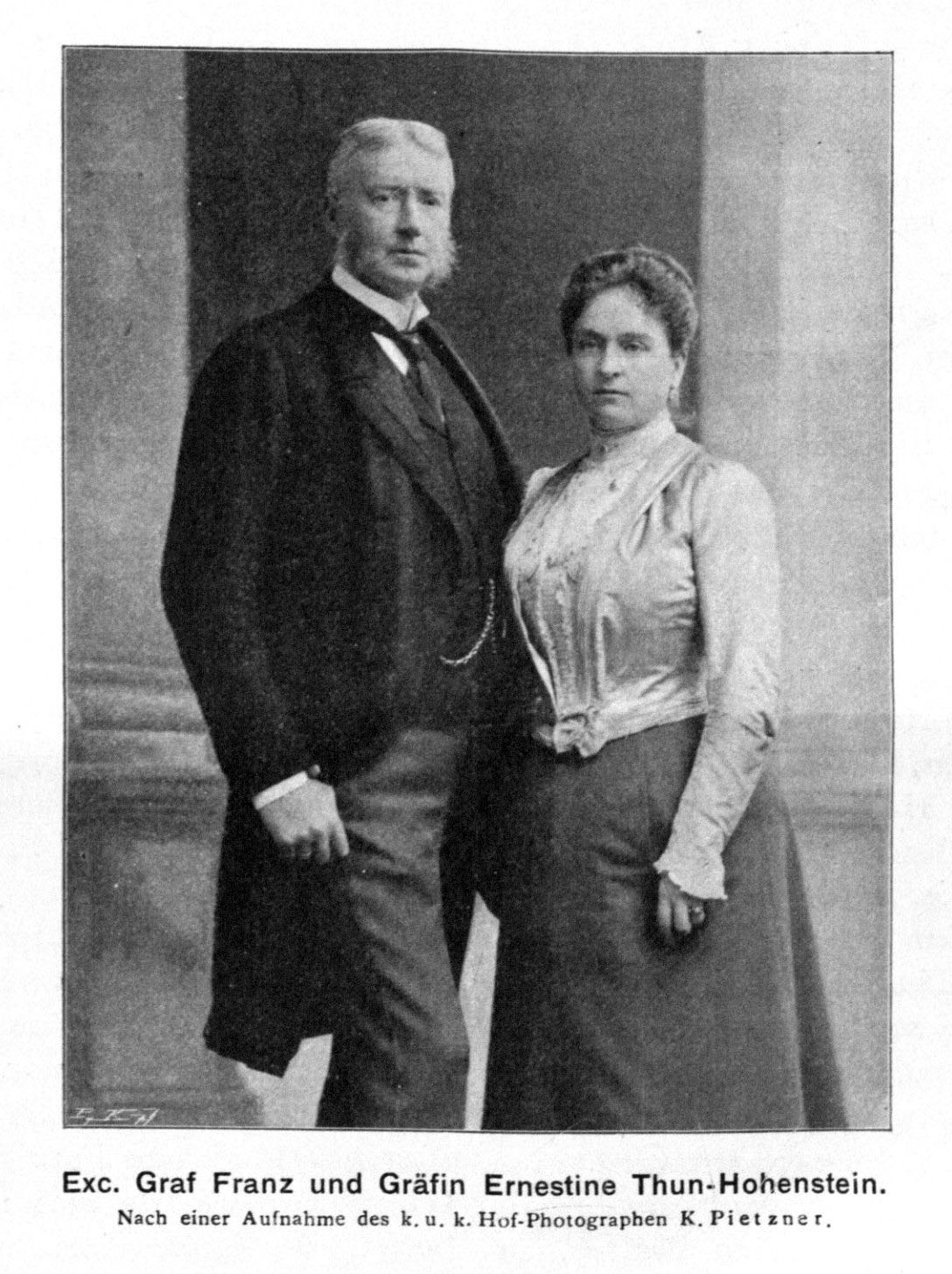
Franz von Thun und Hohenstein mit seiner zweiten Frau Ernestine (1901)

Franz war das zweite Kind aus der Ehe von Friedrich von Thun und Hohenstein (1810–1881) und Leopoldine, geborene Gräfin von Lamberg (1825–1902). Er studierte Rechtswissenschaft an der Universität Wien. Nach Abschluss seines Studiums trat Thun als Einjährig-Freiwilliger in die Armee ein und wurde dem Dragonerregiment „Fürst zu Windisch-Graetz“ Nr. 14 zugeteilt. Anschließend zur Reserve entlassen, nahm er in den folgenden Jahren mehrfach als Ordonnanzoffizier beim Oberkommando des Erzherzogs Albrecht an Manövern teil. Bis Ende Oktober 1891 avancierte Thun zum Major der Reserve.
Am 18. Mai 1874 heiratete er in Prag Anna Maria Wilhelmine Leopoldine Eugenie Prinzessin zu Schwarzenberg (* 1854), diese starb am 24. Dezember 1898 kinderlos. Am 21. Jänner 1901 heiratete er ebenfalls in Prag Ernestine Gabriele Gräfin von Thun und Hohenstein, verwitwete Gräfin Wratislaw von Mitrowitz (1858–1948). Aus dieser Ehe entstammt seine Tochter Anna Maria, vermählte Thienen-Adlerflycht (1903–1943).

### Politik
Thun war seit 1879 Abgeordneter des Wiener Reichsrats als Vertreter der Vereinigung der konservativen Großgrundbesitzer. 1881 folgte er seinem Vater als Mitglied des Herrenhauses. Von 1883 bis 1889 und von 1901 bis 1911 war er auch im böhmischen Landtag vertreten.
Am 5. März 1889 erfolgte seine Ernennung zum Statthalter Böhmens und mit der Bildung einer neuen Regierung beauftragt, deren Hauptaufgabe es sein sollte, eine Versöhnung zwischen deutscher und tschechischer Bevölkerung herbeizuführen. Dies stieß jedoch auf den Widerstand von deutsch-böhmischen Politikern im Landtag. Dabei hat er sich als geduldiger Förderer einer Verständigungspolitik bei den Ausgleichsverhandlungen mit den Tschechen hervorgetan. Später stieß er auch auf den Widerstand der erstarkten Jungtschechen (Národní strana svobodomyslná), die den Gedanken der nationalen Wiedergeburt verfochten. In Prag kam 1893 zu Gewalttätigkeiten, der Landtag wurde geschlossen und Thun rief am 12. September 1893 den Ausnahmezustand für die Stadt aus. Die Bekämpfung der Opposition, darunter auch der 1894 angestrebte Prozess gegen den anarchistischen Geheimbund Omladina blieb wirkungslos. Erneute Auseinandersetzungen führten schließlich dazu, dass er 1896 zurücktrat. Auch der Regierungsantritt von Kasimir Felix Badeni als Ministerpräsident, der von den Jungtschechen unterstützt wurde, trug dazu bei. In diesem Jahr wurde er auf Wunsch des Kaisers Obersthofmeister des Thronfolgers Franz Ferdinand. Das Dienstverhältnis dauerte wegen wechselseitiger Abneigung aber nur wenige Monate.

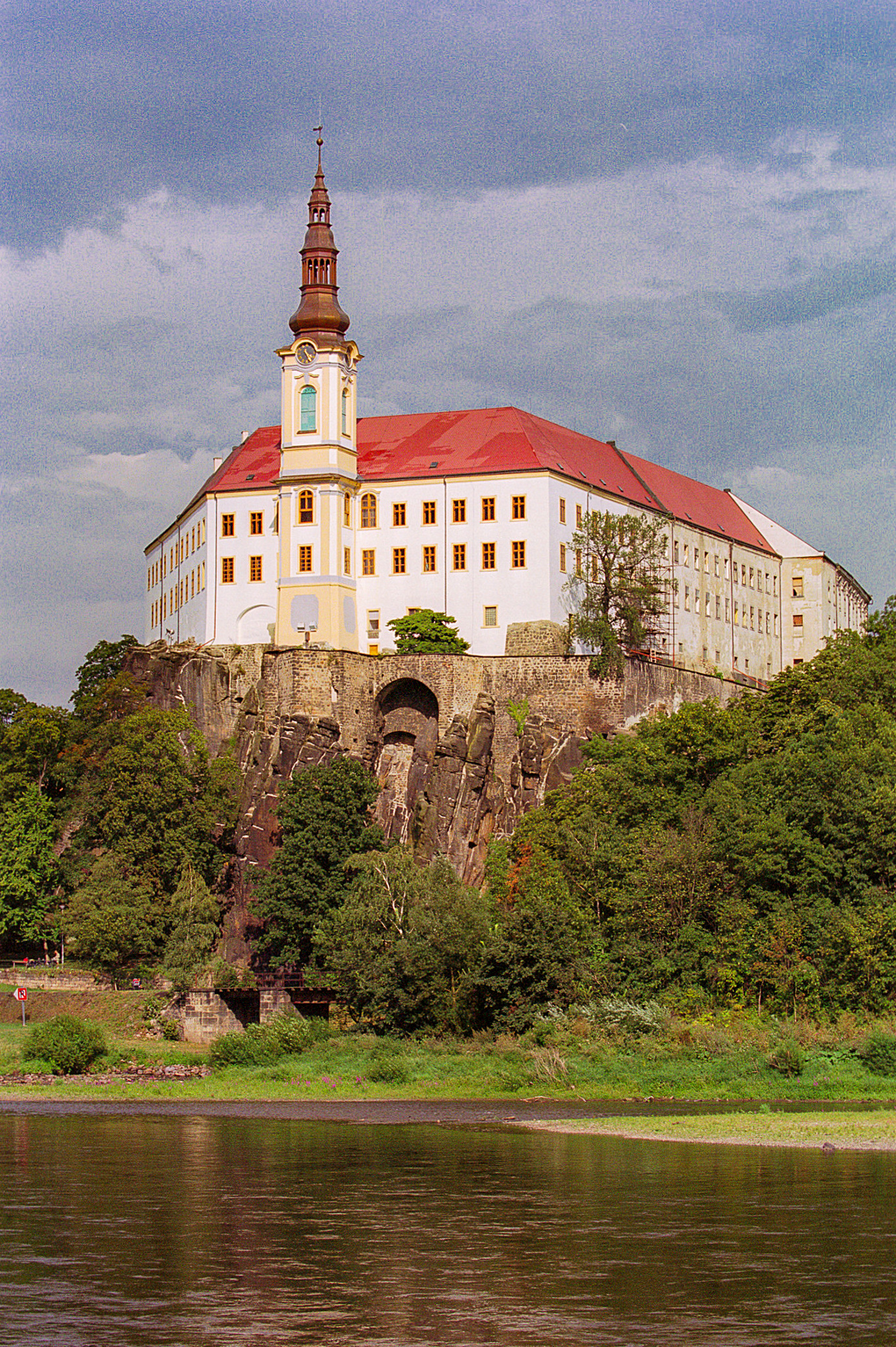
Schloss Tetschen

Von 7. März 1898 bis 2. Oktober 1899 war Thun k.k. Ministerpräsident und Innenminister der im Reichsrat vertretenen Königreiche und Länder. Wieder stand der böhmische Sprachstreit im Zentrum seiner Politik. Vergebens versuchte er mit seinen Grundsätzen für eine gesetzliche Regelung der Sprachenfrage gültig für Böhmen und Mähren eine gesetzliche Regelung zu erreichen. Seine Regierungszeit war gekennzeichnet durch fortgesetzte Obstruktion der deutschnationalen Parteien gegen die Badenische Sprachenverordnung im Plenum des Reichsrats.
In den Jahren 1889 und 1890 unternahm Thun-Hohenstein eine Reise durch den Orient und beschrieb in einem 1891 gedruckt erschienen Reisebericht seine Erlebnisse und Eindrücke in Ägypten, Palästina, Syrien, Anatolien, aber auch Griechenland.
Von 1911 an war Thun noch einmal Statthalter in Böhmen. Am Anfang seiner zweiten Amtsperiode als Statthalter Böhmens wurde er von Kaiser Franz Joseph I. am 19. Juli 1911 in den Fürstenstand erhoben. Die Armeeführung unter Erzherzog Friedrich und Conrad von Hötzendorf übte hohen Druck auf Fürst Thun aus, da sie in Böhmen eine Militärregierung unter einem General wollten, jedoch stellte sich Kaiser Franz Joseph und dessen Ministerpräsident Karl Stürgkh hinter den böhmischen Statthalter und seine Politik. Als Thun im März 1915 an einer Netzhautablösung erkrankte und sich sein Gesundheitszustand im Allgemeinen erheblich verschlechterte, trat er Ende März 1915 von seinem Amt als Statthalter des Königreichs Böhmen zurück. Anlässlich seiner Verabschiedung verlieh Kaiser Franz Joseph ihm die Brillanten zum Großkreuz des Sankt Stephans-Ordens.
Am 1. November 1916 starb er auf seinem Schloss Tetschen an der Elbe und wurde in seiner Majorsuniform beigesetzt.

## Werke
- Eine Orientreise. Erste Ausgabe. F. Tempsky, G. Freytag, Prag/Wien/Leipzig 1891. Mit sechs farbigen montierten Tafeln und 86 Textabbildungen von Ludwig Hans Fischer und Gustav Schmoranz.